# Ojibwé (langue)
Pour les articles homonymes, voir Ojibwés.
L’ojibwé, aussi appelé ojibwa, odjibwé ou encore anishinaabemowin, est une langue algonquienne proche de l'algonquin. Il est parlé par le peuple ojibwé un peu partout dans la région des Grands Lacs, et aussi plus à l'ouest dans les plaines du Nord. C'est une des langues amérindiennes d'Amérique du Nord les plus importantes pour ce qui est du nombre de locuteurs et elle présente une importante diversité dialectale : ainsi, l’ojibwé des plaines, ou ojibwé occidental – également appelé saulteaux, saulteux, ou sauteux – est la langue des Saulteaux (« peuple des rapides »).
Le mot totem provient d'un mot ojibwé.